# Isidore Ngei Ko Lat
Isidore Ngei Ko Lat (1918, Taw Pon – 24. května 1950, Shadaw) byl myanmarský římskokatolický katecheta a učitel, zavražděný partyzány během vnitřního konfliktu v Myanmaru. Katolická církev jej uctívá jako blahoslaveného mučedníka.

## Život

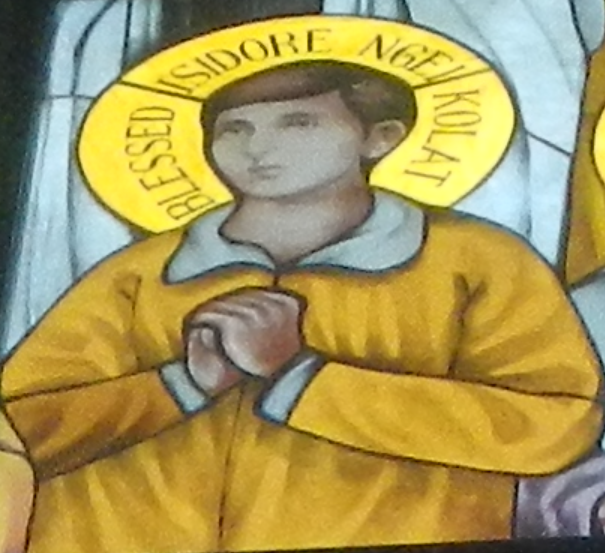
Vitráž, zobrazující bl. Isidora Ngei Ko Lata v kostele ve městě Bocaue na Filipínách

Narodil se roku 1918 v barmské obci Taw Pon jako syn rolníka. Pokřtěn byl ve své rodné vesnici dne 7. září 1918 italským knězem Papežského institutu pro zahraniční misie P. Domenicem Pedrottim. Po předčasné smrti rodičů se o něj a o jeho mladšího bratra starali příbuzní a od roku 1925 navštěvoval ve své rodné vesnici základní školu.
Po absolvování základní školy byl přijat na katolickou střední školu v Taungoo, kde studoval šest let. Během druhé světové války se vrátil do své rodné obce, kde začal působit jako učitel. Kromě svého rodného jazyka ovládal také latinu a angličtinu.
Roku 1946 se setkal s italským knězem Papežského institutu pro zahraniční misie bl. Mariem Vergarou, který chtěl aby se stal laickým katechetou, načež s ním začal působit ve vesnicích v pohoří Carania. Stal se také jeho blízkým spolupracovníkem.
Roku 1948 započala občanská válka s názvem vnitřní konflikt v Myanmaru. Její součástí byly i protikatolické persekuce. Dne 25. května 1950 byl ve Shadawu na břehu řeky Salwin spolu s bl. Mariem Vergarou zavražděn partyzány. Téhož dne byl ve Shadawu zavražděn další kněz Papežského institutu pro zahraniční misie Pietro Galastri.

## Úcta
Beatifikační proces jeho a jeho společníka Maria Vergary započal dne 23. října 2001, čímž obdrželi titul služebníci Boží. Dne 9. prosince 2013 podepsal papež František dekret o jejich mučednictví.
Blahořečeni pak byli dne 24. května 2014 v katedrále sv. Pavla v Averse. Obřadu předsedal jménem papeže Františka kardinál Angelo Amato.
Jeho památka je připomínána 24. května.